# Pyr automaton
Das Pyr autómaton ist eine antike Brandwaffe.
Es handelt sich um eine Paste, die aus einer Kombination von Petroleum (Naphtha) mit Schwefel, Holzpech und ungelöschtem Kalk hergestellt wurde und sich durch einen Tropfen Wasser angeblich selbst entzündete. In tönerne Gefäße gefüllt, ließen sich diese antiken Vorläufer der Granaten mit Hilfe von Katapulten hinter jede Festungsmauer schießen. Es ist im Gebrauch einer anderen antiken Brandwaffe ähnlich, die bereits zu ihrer Entwicklungszeit sehr bekannt wurde und über die viele der antiken Historiker berichteten, dem Griechischen Feuer.

## Überlieferung
Das Pyr autómaton wird in zahlreichen schriftlichen Quellen erwähnt, neben antiken Quellen (wie Titus Livius, Plinius der Ältere) wird es auch in verschiedenen mittelalterlichen Feuerwerkbüchern und Kriegsbüchern beschrieben.
Eine der ältesten schriftlichen Erwähnungen findet sich in bruchstückhaften Abschriften des Kestoi des Bischofs Sextus Iulius Africanus (160/170–nach 240), es enthält ein Rezept und beschreibt seine Verwendung in der Magie und bei Zauberkünsten. Im Zuge zahlreicher Abschriften wurde der Inhalt des Kestoi jedoch im Laufe der Jahrhunderte substantiell verändert. Nach Siegfried von Romocki beschreibt eines der überlieferten Rezepte aus einer Abschrift aus dem 7. Jahrhundert eine Zusammensetzung aus Rohschwefel, Salpeter, und kerdonischem Pyrit, die zu gleichem Teilen, unter Zugabe von Asphalt und Sykomorensaft, in einem Mörser zu einer auswalzbaren Masse vermischt werden, dem abschließend noch etwas ungelöschter Kalk zugegeben wird. Weitere Rezepte wie eine anonyme arabische Alexandergeschichte aus der Zeit um 1225 sieht gebrannten Kalk, Schwefel und Salpeter vor. Ein chinesisches Rezept von 1161 sieht lediglich gebrannten Kalk und Schwefel vor. Ein Rezept im Feuerwerkbuch der Universitätsbibliothek Freiburg im Breisgau (Handschrift Ms. 362) von 1432 empfiehlt einen Teil gebrannten Kalk, ein Pfund Schwefel und fünf Unzen Kalksalpeter und weitere Rezepte sehen die Zugabe von Schwarzpulver vor.

## Experimentelle Überprüfung
Ferdinand Nibler prüfte zahlreiche antike Rezepturen experimentell, hauptsächlich mit den Stoffkombinationen
1. Branntkalk und Schwefel,
2. dasselbe mit Zusatz von Ölen oder Fetten
3. sowie mit Zusatz von (Mauer-)Salpeter

auf ihre potentielle Tauglichkeit.
Allen Mischungen gemeinsam ist die chemische Reaktion des Branntkalklöschens, die dabei freiwerdende Wärmeenergie von 1,79 kWs/cm³ sollte Schwefel bis
zu der für eine Selbstentzündung notwendigen Zündtemperatur von 260 °C erhitzen und damit das Feuer punktuell auslösen, bevor die Schmelzenthalpie beim Schmelzen des Schwefels (ab 115,21 °C) die Mischung wieder abkühlt. Nibler schloss alle Mischungen mit Salpeter aus, da nasser Salpeter nicht als Oxidationsmittel tauge. Als Ergebnis seiner Experimente schreibt er, dass es bei größeren Mengen (ab etwa 1 Kilogramm) der Stoffe und ohne innige Vermischung zum Entflammen des Schwefels kam, wodurch nur dann Sekundärfeuer mit brennbaren Stoffen erreicht werden konnten. Bei der innigen Vermischung der Substanzen wurde die Abschirmung von Luftsauerstoff als hemmendes Faktum diagnostiziert, was die Entflammung behinderte.
Das im Holzpech enthaltene Pinen hat einen Flammpunkt von 32 °C, aber eine Zündtemperatur von 255 °C. Petroleum hat einen Flammpunkt von 55 bis ca. 74 °C und eine Zündtemperatur von 210 °C.